# Cottura dello zucchero
La cottura dello zucchero è una tecnica molto usata in pasticceria e confetteria che serve ad ottenere una quantità di preparazioni di largo impiego tra cui sciroppi, fondant, caramelle, toffee e caramello cristallino o in salsa. 

Impiegata largamente, compare in ricette antiche, come quella del panforte senese. È una tecnica che si suppone di derivazione araba, le cui prime origini sono molto probabilmente medioevali.

## Preparazione
Per cuocere lo zucchero si procede così:
- si prende del comune zucchero bianco da cucina, si mette in una casseruola con poca acqua. Facoltativamente gli si può aggiungere del cremortartaro, del glucosio e dell'acido acetico (aceto bianco): i primi due aumentano la scorrevolezza e l'elasticità del composto, mentre l'ultimo (insieme ad una bassa temperatura di cottura) contribuisce a mantenere il composto chiaro. Entrambe le caratteristiche sono indispensabili soprattutto per alcuni usi, come il fondant o gli sciroppi da liquore, che andranno poi a loro volta colorati.
- Si pone la casseruola su un fuoco delicato e, girando di continuo, si porta ai gradi richiesti dall'utilizzo che si desidera farne.
- Si bada che il composto non causi schizzi che potrebbero carbonizzarsi sulle pareti, dando un cattivo sapore al preparato.
- Si procede ad eliminare la schiuma che si forma con la cottura.
- Infine si estrae il composto e si manipola come previsto dalla ricetta.

La concentrazione di zucchero rispetto all'acqua può variare a seconda dell'uso che si desidera farne, ma solitamente è in proporzione di 3 parti di zucchero e 2 di acqua.
L'operazione si esegue con una tecnica ben precisa i cui passi vanno rispettati e che non consente approssimazioni.
È, inoltre, indispensabile una certa rapidità, perché lo zucchero passa velocemente da uno stadio all'altro.

## Misurazione dei gradi: le due diverse scale
Ricettari diversi riportano due scale differenti di misurazione. Una misura la concentrazione a freddo dello zucchero in acqua (espressa in gradi Baumé), l'altra i gradi celsius durante la cottura, ed è quindi una misurazione a caldo.
Per la riuscita corretta è indispensabile controllare a quanti gradi sia giunto il composto.

### Metodi di controllo del grado di cottura
Il controllo del grado di cottura avviene in due modi possibili. Nella misurazione tradizionale o manuale si controlla per le sue caratteristiche di colore e viscosità, testandole sul cucchiaio o sulle dita a seconda di quanto necessario.
Per far ciò si prepara un composto di acqua e ghiaccio vicino al fornello.
Quando sia il momento di testare i gradi dello zucchero, si immergono bene le punte delle dita nel composto ghiacciato e quindi si poggia, tra pollice ed indice, una piccola parte dello zucchero in cottura. Si tuffano subito nell'acqua fredda e si sfregano delicatamente tra loro.
Il modo in cui lo zucchero cotto reagirà allo sfregamento tra le dita (o sulla superficie del cucchiaio), indica a che grado di cottura è giunto.
Oggi, per praticità, precisione e soprattutto per evitare dolorose scottature accidentali, si usa uno strumento apposito, detto pesasciroppi.

## I gradi dello zucchero
Lo zucchero passa attraverso 7 stadi, ognuno dei quali si impiega per utilizzi precisi.
I primi sono sciroppi, gli ultimi due caramelli. Oltre l'ultimo stadio, cioè oltre i 180°, lo zucchero carbonizza ed è immangiabile e amarissimo. I gradi di cottura sono:

### Sciroppi leggeri
Si usano per una grandissima quantità di utilizzi, più o meno concentrati a seconda dei gusti e delle necessità. 
Tra le applicazioni più note ricordiamo la diluizione di infusi alcolici casalinghi, come il nocino o il limoncello, per sciroppi da granita o da bibita, come l'orzata: in tal caso sono variamente aromatizzati e colorati. Sono, inoltre, usatissimi in farmacia ed erboristeria per sciroppi medicamentosi, grazie al loro gusto e alle spiccate caratteristiche batteriostatiche e conservanti.

#### Distesa o à la nappe
Corrisponde ai 20° di concentrazione a freddo. Immergendo la schiumarola nello zucchero in cottura, questo si distende velandola completamente.

#### Poco allisciato o petit lissé
Corrisponde ai 25° di concentrazione a freddo. La prova manuale si esegue ancora senza acqua ghiacciata: si forma un filetto che si spezza subito.

#### Ben allisciato o bien lissé
Corrisponde ai 30° di concentrazione a freddo. Alla prova manuale si forma un filetto più consistente che si allunga di più.

#### Perlato o perlé
Corrisponde ai 33° di concentrazione a freddo. Alla prova manuale si forma un filetto ancor più consistente che si allunga bene e ricade sul dito formando una goccia a forma di perla.

#### Al filetto o au filet
Corrisponde ai 35° di concentrazione a freddo. Alla prova manuale si forma un filetto estremamente elastico, che si allunga parecchio prima di spezzarsi.

#### Gran soffiato o grand soufflé
Corrisponde ai 38° di concentrazione a freddo. Da questo punto in poi la prova manuale si esegue con il ghiaccio, per non scottarsi: si formano grosse gocce che stentano a ricadere dal dito, trattenendosi un po'.

### Sciroppi da glassa
Sono più viscosi e, opportunamente manipolati formano glasse di una certa consistenza o paste morbide usate per fare dolcetti o decorazioni. Ai primi stadi vengono usati anche per le marmellate e confetture e per candire piccoli frutti, come i marron glacé o i mandarini, o scorzette di agrumi.

#### Piccola bolla o petit boulé
Corrisponde ai 39° di concentrazione a freddo e 105-110° di temperatura. Si forma una pallina che immersa in acqua si scioglie immediatamente. Si usa per le glasse fondenti con cui si guarniscono alcuni biscotti e alcune torte, come la sacher.

#### Media bolla
Corrisponde ai 40° di concentrazione a freddo, e ai 115-120° di temperatura. Alla prova manuale si forma una pallina che immersa in acqua si ammorbidisce e appiattisce, ma non si scioglie.
Con lo zucchero alla media bolla si preparano anche le caramelle mou e dolci quali il torrone morbido, il panforte senese e simili. Si usa anche per la meringa all'italiana, molto usata in Francia.

#### Grande bolla
Corrisponde ai 120-125°. Alla prova manuale si forma una pallina che immersa in acqua resiste alla pressione, ma è ancora collosa: se posta sui rebbi di una forchetta e soffiata si gonfia in una bollicina. Si usa per i torroni duri tradizionali.

### Caramelli
Da freddi tendono ad essere estremamente viscosi, quasi duri o a cristallizzare. Cominciano a presentare un gusto più deciso, che può tendere al gradevolmente amarognolo. Il colore, inoltre, comincia a virare verso i gialli: dal pallido all'ambra.

#### Piccolo cassè
Corrisponde ai 132-140°. Alla prova manuale si forma un filamento che immerso in acqua si tira come un piccolo elastico e che resta tale. Si usa per caramellare i bignè e per fare le caramelle semimorbide.

#### Gran cassè
Corrisponde ai 145-150°. Alla prova manuale si forma un filamento che immerso in acqua si tira come una piccola stalattite che si spezza immediatamente. Si usa per fare le caramelle dure, i lecca-lecca e simili.

#### Caramello chiaro o biondo
Corrisponde ai 160-165°. A questo stadio la prova manuale non si può più eseguire e si controlla dal colore posando una goccia di composto su un piatto bianco. Il caramello chiaro è color miele. Si usa per coprire, decorare ed aromatizzare dolci e pasticcini.

#### Caramello scuro o gran caramello
Corrisponde ai 165-180°. Il caramello scuro è di un deciso color ambra, ed è all'ultimo stadio utile. Si usa per i croccanti e le praline di noci, nocciole, mandorle e simili. Si usa anche per preparare lo sciroppo di caramello scuro e una variante più saporita e scura di toffee.